# Obrowo (województwo wielkopolskie)
Obrowo – osada w Polsce położona w województwie wielkopolskim, w powiecie szamotulskim, w gminie Obrzycko.
Wieś szlachecka położona była w 1580 roku w powiecie poznańskim województwa poznańskiego. W latach 1975–1998 miejscowość położona była w województwie poznańskim.